# António José de Matos
António José de Matos, primeiro e único Visconde de Nossa Senhora do Porto de Ave, título nobiliárquico criado pelo rei D. Carlos I de Portugal, por decreto a 26 de Outubro de 1897, a favor do rico terratenente de Póvoa do Lanhoso, em Beira Alta.
Nasceu no lugar de Leiradela, da freguesia de Travassos, no dia cinco de Novembro de 1844. 
Originou descendência do seu matrimónio com Cândida Carneiro de Campos Soares de Mattos: 
Sua primogênita foi Cleonice Soares de Mattos, que se casou no Rio de Janeiro com o advogado Raul Machado Bittencourt, filho do Marechal Carlos Machado de Bittencourt, ministro da guerra de Prudente de Moraes e patrono da Intendência do Exército Brasileiro. Tiveram 8 filhos.  
Em sequência nasceu seu filho varão mais velho Christiano Soares de Mattos, que casou-se no Rio de Janeiro, Brasil, com Maria do Céu Esteves, que passou então a chamar-se Maria do Céu Esteves de Mattos, com quem teve quatro filhos: Antônio Esteves de Mattos,Cândida Maria Esteves de Mattos, Orlando Esteves de Mattos e Eunice Esteves de Mattos
Entretanto Christiano abdicou do título nobiliárquico de Visconde de Nossa Senhora do Porto d'Ave, por ocasião de seu matrimônio,o qual seus pais não apreciavam pelo fato de sua noiva ser de origem socialmente mais simples, e este então foi passado ao filho mais novo Adelstano Soares de Matos, arquiteto construtor de reconhecida excelência na área hospitalar, que passou a usar como nome Adestano Soares de Mattos Porto d'Ave. Este, casado com Hilda de Oliveira Rocha teve 6 filhos sendo o mais velho Rodolpho Porto d'Ave que, casado com Anna Stessel, austríaca de nascimento, teve 2 filhos, Maria Helena Porto d'Ave Agnese e um único varão, Rodolfo Porto d'Ave Junior e este, casado com Claudia Engelke, teve 4 filhos de 2 casamentos anteriores, com Maria Cristina de Castro Serrano e Andrea de Barros Moreira Gonçalves, sendo o mais velho varão Fábio Serrano Porto d'Ave e Vitor Serrano Porto d'Ave com a primeira mulher e João Rodolpho Borges Gonçalves de Porto d'Ave e Anna Helena Borges Gonçalves de Porto d'Ave com a segunda. 
António José de Matos faleceu na cidade do Rio de Janeiro, onde foi sepultado, no dia 6 de Agosto de 1917.